# Кольоновське
Кольоновське (пол. Kolonowskie, нім. Colonnowska, Kolonnowska, 1936–1945 Grafenweiler) — місто в південно-західній Польщі, на річці Мала Панев, правій притоці Одри.
Належить до Стшелецького повіту Опольського воєводства.

## Демографія
Демографічна структура станом на 31 березня 2011 року:
|          | Загалом | Допрацездатний вік | Працездатний вік | Постпрацездатний вік |
| -------- | ------- | ------------------ | ---------------- | -------------------- |
| Чоловіки | 1664    | 281                | 1187             | 196                  |
| Жінки    | 1752    | 251                | 1089             | 412                  |
| Разом    | 3416    | 532                | 2276             | 608                  |